# Yongquan (köping i Kina, Sichuan, lat 30,68, long 103,87)
Yongquan (kinesiska: 涌泉镇, 涌泉) är en köping i Kina. Den ligger i provinsen Sichuan, i den sydvästra delen av landet, omkring 19 kilometer väster om provinshuvudstaden Chengdu. Antalet invånare är 10 845. Befolkningen består av 5 553 kvinnor och 5 292 män. Barn under 15 år utgör 23,0 %, vuxna 15-64 år 58 %, och äldre över 65 år 17,0 %.
Genomsnittlig årsnederbörd är 1 318 millimeter. Den regnigaste månaden är juli, med i genomsnitt 377 mm nederbörd, och den torraste är december, med 11 mm nederbörd.